# 阿列克谢·阿列斯托维奇
阿列克谢·尼古拉耶维奇·阿列斯托维奇（烏克蘭語：Олексій Миколайович Арестович；1975年8月3日—），乌克兰总统顾问、部落客、演员，以及政治军事评论家。自2022年2月24日起，阿列斯托维奇出任乌克兰总统办公室主任的顾问，每天就俄罗斯入侵乌克兰的当前局势举行简报会。阿列克谢2019年时曾預測俄乌之间不可避免的會爆發战争，而2022年的確爆發俄烏戰爭。他是乌克兰问题三边联络小组的发言人、乌克兰驻明斯克集团代表团团长信息政策顾问以及乌克兰总统办公室主任安德烈·叶尔马克的自由顾问，负责国家安全和国防领域的战略沟通。自2022年2月24日起，阿列斯托维奇作为乌克兰总统办公室主任的顾问，每天就俄罗斯入侵乌克兰的当前局势举行简报会。

## 履历
阿列克谢毕业于敖德萨军事学院，拥有军事翻译文凭。 从1994年到2005年，他在情报总局任职，是一名预备役少校。2009年6月，阿列克谢被任命为敖德萨市议会滨海边区管理局副主席，三个月后辞职。2014年乌克兰亲欧盟示威运动后，他开始以军事专家的身份定期出现在媒体上，并为众多国家电视频道、广播电台、电子和印刷媒体以及博客脸书和YouTube作了长时间的访谈和对各事件的军事、政治分析。